# تلمبه سلطانی (بردسیر)
تلمبه سلطانی یک منطقهٔ مسکونی در ایران است که در دهستان مشیز واقع شده‌است. تلمبه سلطانی ۱۶ نفر جمعیت دارد.